# Лочане
Лочане (серб. Лоћане, Loćane; алб. Lloqan) — село в общине Дечани в исторической области Метохия. С 2008 года находится под контролем частично признанной Республики Косово.

## Административная принадлежность
| Сербская позиция                                                                 | Албанская позиция                                            |
| -------------------------------------------------------------------------------- | ------------------------------------------------------------ |
| входит в общину Дечани Печского округа автономного края Косово и Метохия, Сербия | входит в общину Дечани Джяковицкого округа Республики Косово |

## История
Село упомянуто в Дечанском хрисовуле 1330 года. Тогда в селе было 63 сербских дома и четыре священника.

## Население
Согласно переписи населения 1981 года в селе проживало 694 человека: 586 албанцев, 87 сербов, 18 черногорцев и 1 югослав.
Согласно переписи населения 2011 года в селе проживало 499 человек: 295 мужчин и 234 женщины; 495 албанцев и 4 лица неизвестной национальности.
| Численность населения | Численность населения | Численность населения | Численность населения | Численность населения | Численность населения | Численность населения |
| 1948                  | 1953                  | 1961                  | 1971                  | 1981                  | 1991                  | 2011                  |
| --------------------- | --------------------- | --------------------- | --------------------- | --------------------- | --------------------- | --------------------- |
| 508                   | 547                   | 592                   | 596                   | 694                   | 737                   | 499                   |

## Достопримечательности
На территории села находился деревянный дом Даниловича — памятник культуры Сербии исключительного значения. Во время Косовской войны дом был сожжён.